# Irenka
Irenka – struga, prawostronny dopływ Wieprza o długości 11,15 km.
Źródło Irenki stanowi Staw Okręt Dolny w Rykach. Następnie przepływa ona przez Dęblin i na północ od wsi Borowa-Skoki uchodzi do Wieprza tuż przed jego ujściem do Wisły.
Nazwa strugi pochodzi od dawnej nazwy miasta Dęblin, które wcześniej nazywało się Irena. Nazwa miała na celu odróżnienie wsi Irena od osady Dęblin, która skupiała się przy stacji kolejowej Dęblin – dużego węzła kolejowego na linii Warszawa-Lublin i Dęblin-Łuków. Na terenie miasta Dęblin struga jest uregulowana i oczyszczana.